# Inglés jamaiquino

Bandera de Jamaica.

El inglés jamaiquino o inglés jamaicano (Jamaican English) es un dialecto del inglés hablado generalmente en Jamaica, país insular ubicado en el mar Caribe. Este dialecto abarca en una forma única partes del inglés estadounidense y británico. Generalmente, utiliza ortografía británica, pero no rechaza la ortografía estadounidense, por eso hay muchas influencias de ambos por igual.

## Gramática
El inglés jamaiquino tiene una similitud en gramática al inglés británico. Recientemente, de todos modos, y debido a la proximidad de Jamaica a los Estados Unidos de América, y como resultado de altas tasas de migración, la influencia del inglés estadounidense ha ido incrementándose. Como resultado, estructuras como "I don't have" o "you don't need to" son universalmente preferidas a "I haven't got" o "you needn't",
Además tiene influencias británicas como: ''Color'' a ''Colour'', ''Honor'' a ''Honour'' y las palabras que terminan en -er (por ejemplo: Center, liter, meter) se convierten en: Centre, litre, metre, etcétera.

## Vocabulario
La reciente influencia estadounidense es más notable en el léxico. Generalmente, el vocabulario más antiguo tiende a ser británico; por ejemplo, se usa la palabra británica "nappies" y no "diapers" para decir "pañales". Mientras que otras palabras recientes son importadas del inglés estadounidense.
El inglés jamaiquino estándar usa varias palabras locales prestadas del criollo jamaiquino, tales como "duppy" para "fantasma", "higgler" para "vendedor ambulante" y palabras referentes a comidas locales, como "ackee", "callaloo", "guinep" y "bammy"

## Pronunciación
El aspecto más notable del inglés jamaiquino es la pronunciación o acento. En diversos modos, el acento se debe en mayor parte al del sur de Irlanda. El inglés jamaiquino estándar, mientras que se diferencia del creole jamaiquino, es sin embargo reconocido caribeño.
Distintas pronunciaciones incluyen un diptongo en palabras como "cow"; semi-roticidad, al decaer la -r en palabras como "water" (pero no en todas las palabras). Emergimientos del diptongo en palabras como "fair" o "fear" toma lugar tanto el Inglés jamaiquino como el creole jamaiquino. El fonema corto de [a] en palabras como "man" o "pan" es abierto, similar a sus versiones irlandesas o escocesas.

## Estándar versus creole
El jamaiquino estándar o jamaiquino local existe lado a lado con el creole jamaiquino. El creole se utiliza en situaciones informales - familias, música. En cambio, el estándar es el idioma en la educación, gobierno, media y comunicación formal. Es el nativo de una baja cantidad de personas de clase alta y media-alta
La mayoría de la escritura en Jamaica es en estándar. El creole jamaiquino tiene una ortografía estándar y solo es enseñado en algunas escuelas. Como resultado, la mayoría de los jamaiquinos puede escribir Inglés estándar solamente, teniendo problemas al descifrar el dialecto escrito del creole. Creole escrito aparece generalmente en literatura, especialmente en poema folclóricos; en columnas de humor en el periódico; y últimamente en Internet, en salas de chat frecuentadas por jamaiquinos jóvenes, quienes algunos dicen tienen mayor actitud positiva hacia su lenguaje que sus propios padres
Es costumbre describir al habla jamaiquino en término de estándar versus creole. En un extremo el patois y en el otro, el estándar perfecto, habiendo variedades entre ambos. Una variedad poco prestigiosa del creole es el basilecto; el estándar de alto prestigio es el acrolecto y en medio, hay versiones conocidas como mesolectos.